# Bătălia de la Ain Jalut
Bătălia de la Ain Jalut a avut loc pe 3 septembrie 1260 între mameluci și mongoli în sud-estul Galileii. Bătălia a marcat cel mai sud-vestic punct al cuceririlor mongole și a fost pentru prima dată când o avansare a mongolilor a fost oprită permanent. Acest lucru s-a datorat morții subite a liderului mongol Möngke Han, eveniment ce l-a forțat pe Hulagu Han să își ducă o mare parte din armata sa înapoi în Mongolia. Asta l-a lăsat pe locotenentul lui Hulagu, Kitbuqa, cu doar un mic detașament de soldați.

## Evenimente premergătoare
Când Möngke Han a devenit Mare Han în 1251 a început să implementeze planul bunicului său, Ginghis Han, de a crea un imperiu mondial. Pentru subjugarea națiunilor din vest, Möngke l-a ales comandant pe fratele său Hulagu Han.
Pregătirea armatei a durat cinci ani iar Hulagu a fost pregătit să lanseze invaziile abia în 1256. Operând din baza mongolă din Persia, Hulagu a avansat spre sud. Möngke Han a ordonat bune tratamente pentru cei care se predau fără să opună rezistență și distrugerea pentru cei care nu se predau. În acest mod, Hulagu și armata sa au cucerit unele dintre cele mai puternice și vechi dinastii ale vremii. Alte țări din calea mongolilor au capitulat în fața autorității lor și au contribuit cu trupe. Până când mongolii au ajuns la Bagdad, armata lor includea armeni și chiar câteva trupe france din Principatul de Antiohia. Asasinii din Persia au fost învinși iar Califatul Abbasid din Bagdad, vechi de 500 de ani, a fost distrus, la fel și Dinastia Ayyubidă din Damasc. Planul lui Hulag a fost să avanseze apoi spre sud prin Regatul Ierusalimului spre Sultanatul Mameluc, pentru a se confrunta cu puternicul stat musulman.

## Solii mongoli în Egipt
În 1260 Hulagu a trimis soli la Qutuz în Cairo prin care cerea capitularea sa:
De la Regele Regilor din Răsărit și Apus, Marele Han. Către Qutuz Mamelucul, care a fugit pentru a scăpa de săbiile noastre. Ar trebui să te gândești la ce s-a întâmplat cu alte țări și să te supui în fața noastră. Ai auzit cum am cucerit un imperiu vast și cum am purificat pământul de dezordinea care l-a pătat. Am cucerit teritorii vaste, masacrând toți oamenii. Nu poți scăpa de teroarea armatelor noastre. Unde poți fugi? Ce drum vei folosi să scapi de noi? Caii noștri sunt rapizi, săgețile noastre ascuțite, săbiile noastre ca fulgerele, inimile noastre tari ca munții, soldații noștri numeroși precum nisipul. Fortărețele nu ne vor reține, nici armatele nu ne pot opri. Rugăciunile tale în fața lui Dumnezeu nu vor avea efect în fața noastră. Nu suntem mișcați de lacrimi, nici emoționați de lamentări. Doar cei care vor implora protecția noastră se vor afla în siguranță. Grăbește-ți răspunsul înainte să fie aprins focul războiului. Rezistă și vei suferi cele mai cumplite catastrofe. Îți vom distruge moscheile și vom dezvălui slăbiciunea Dumnezeului tău și apoi îți vom ucide copiii și bătrânii la un loc. În momentul de față ești singurul inamic împotriva căruia trebuie să mărșăluim.}}
Totuși, Qutuz a răspuns omorându-i pe soli și atârnându-le capetele pe Bab Zuweila, una din porțile Cairoului.

## Campania
Dinamica puterii s-a schimbat datorită morții Marelui Han Möngke în timpul unei campanii în China, obligându-l pe Hulagu și pe alți mongoli de frunte să se întoarcă acasă pentru a se decide succesorul. Un potențial Mare Han, Hulagu și-a luat cu el cea mai mare parte a armatei și a lăsat o forță mult mai mică la vest de Eufrat de doar una sau două tumene (10.000-20.000 de trupe, dimensiunea unei divizii militare moderne) sub comanda celui mai bun general al său, Kitbuqa Noyan.
După ce a primit vestea plecării lui Hulagu, sultanul Qutuz a mobilizat o armată numeroasă în Cairo și a invadat Palestina. La sfârșitul lunii august trupele lui Kitbuqa au avansat la sud de baza lor din Baalbek, trecând la est de Lacul Tiberiada în Galileea.
La acea vreme sultanul Qutuz era aliat cu mamelucul Baybars, care a ales să se alieze cu Qutuz în fața unui inamic mai puternic, după ce mongolii au capturat Damascul.
Mongolii au încercat să formeze o alianță franco-mongolă (sau, cel puțin, să ceară supunerea) cu rămășițele Regatului Cruciat al Ierusalimului, centrat acum în Acra, dar Papa Alexandru al IV-lea a interzis acest lucru. Tensiunile dintre franci și mongoli au crescut când Iulian de Sidon a cauzat un incident ce a rezultat în moartea unuia dintre nepoții lui Kitbuqa. Furios, Kitbuqa a prădat Sidonul. Baronii de Acra și ultimele avanposturi cruciate au fost contactați și de mameluci, care căutau ajutor militar împotriva mongolilor.
Deși mamelucii erau inamicii tradiționali ai francilor, baronii de Acra i-au considerat pe mongoli drept amenințarea imediată și, ca urmare, Cruciații au optat pentru o poziție de neutralitate prudentă între cele două forțe. Într-o mișcare neobișnuită, au fost de acord ca mamelucii egipteni să mărșăluiască spre nord prin teritoriile cruciate fără să fie atacați și chiar li s-a permis să își ridice tabăra în apropiere de Acra. Când au sosit veștile că mongolii au traversat Râul Iordan, sultanul Qutuz și-a condus trupele spre sud-est, spre Ain Jalut.

## Bătălia
Primii care să avanseze au fost mongolii, a căror forță includea și trupe din Regatul Georgiei și circa 500 de trupe din Regatul Armean al Ciliciei, ambele fiind supuse autorității mongole. Mamelucii erau în avantaj deoarece cunoșteau terenul iar Qutuz a profitat de acest lucru ascunzând marea parte a forțelor sale în dealuri, sperând să îi ademenească pe mongoli într-o confruntare cu o forță mai mică condusă de Baybars.
Cele două armate s-au luptat pentru mai multe ore, Baybars aplicând de cele mai multe ori tactici "lovește și fugi" pentru a provoca trupele mongole și, în același timp, să păstreze intactă cea mai mare parte a forțelor. Când mongolii au declanșat un alt asalt greu, Baybars - despre care se spune că a plănuit strategia generală a bătăliei deoarece a petrecut multă vreme în acea regiune, în tinerețe, ca evadat - și oamenii săi au efectuat o retragere falsă, atrăgându-i pe mongoli în dealuri pentru a fi ambuscați de restul forțelor mameluce ascunse printre copaci. Liderul mongol Kitbuqa, deja provocat de fugile constante ale lui Baybars și ale trupelor sale, a comis o greșeală severă: în loc să suspecteze capcana, Kitbuqa a decis să avanseze cu toate trupele sale pe urmele mamelucilor aflați în retragere. Când mongolii au ajuns la dealuri, trupele mameluce au ieșit din ascunzători și au început să lanseze săgeți și să atace cu cavaleria lor. Astfel, mongolii erau înconjurați din toate părțile.
Armata mongolă a luptat foarte feroce și foarte agresiv pentru a ieși din situație. Aflat la ceva distanță, Qutuz privea cu legiunea sa privată. Când Qutuz a observat că aripa stângă a armatei mameluce era aproape distrusă complet de mongolii care căutau o cale de scăpare, și-a dat jos coiful militar pentru ca războinicii săi să-l recunoască. În următorul moment a fost văzut alergând spre câmpul de luptă strigând "wa islamah!" ("Oh, islamul meu!"), motivându-și armata să rămână pe poziții și a avansat spre aripa slăbită, urmat de propriile trupe. Mongolii au fost împinși și au fugit spre Beit She'an, urmați de forțele lui Qutuz, dar au reușit să se reorganizeze și să se întoarcă pe câmpul de luptă, lansând un contraatac de succes. Totuși, balanța luptei s-a înclinat în favoarea mamelucilor, care acum dețineau avantajul geografic și psihologic, și în cele din urmă o parte din trupele mongole au fost forțate să se retragă. Când bătălia s-a încheiat, cavaleria grea mamelucă a realizat ceva ce nu a fost posibil până atunci: să învingă mongolii în luptă. Kitbuqa și aproape toată armata care a rămas în regiune au pierit.
Bătălia de la Ain Jalut este importantă deoarece este cea mai veche confruntare cunoscută în care au fost folosite tunuri de mână explozive (midfa în limba arabă). Acești explozibili au fost folosiți de mamelucii egipteni pentru a speria caii mongoli și cavaleria și să cauzeze dezordine în ranguri. Compoziția explozivă de praf de pușcă a acestor tunuri a fost mai târziu descrisă în manualele militare și de chimie arabe la începutul secolului al XIV-lea.

## Urmări
La întoarcerea spre Cairo după victoria de la Ain Jalut, Qutuz a fost asasinat de câțiva emiri într-o conspirație condusă de Baybars. Baybars a devenit noul sultan. Succesorii săi vor captura ultimul stat cruciat din Țara Sfântă în 1291.
Conflictul devastator l-a împiedicat pe Hulagu să exercite putere deplină asupra mamelucilor pentru a se răzbuna pentru înfrângerea de la Ain Jalut. Berke Han, hanul Hoardei de Aur, s-a convertit la islam și a privit cu groază cum vărul său a distrus Califatul Abbasid, liderul spiritual al islamului. Istoricul musulman Rashid-al-Din Hamadani afirmă că Berke a trimis următorul mesaj spre Möngke Han prin care condamna atacul asupra Bagdadului (fără să știe că Möngke a fost ucis în China): "El (Hulagu) a prădat toate orașele musulmanilor și a provocat moartea califului. Cu ajutorul lui Dumnezeu îl voi trage la răspundere pentru vărsarea de sânge nevinovat." Mamelucii, aflând prin intermediul spionilor că Berke era un musulman și deloc atașat de vărul său, au avut grijă să dezvolte relațiile cu el și hanatul său.
După ce succesiunea mongolă a fost stabilită, Kublai devenind ultimul Mare Han, Hulagu a revenit în teritoriile sale în 1262 și a strâns armatele sale pentru a se răzbuna pe mameluci pentru înfrângerea de la Ain Jalut. Totuși, Berke Han a lansat o serie de raiduri care l-au atras pe Hulagu spre nord, departe de Levant. Hulagu a suferit o înfrângere devastatoare într-o tentativă de invazie în nordul Caucazului în 1263. Acesta a fost primul război deschis între mongoli și a semnalat sfârșitul imperiului unit.
Hulagu a reușit să trimită doar o armată mică în încercarea de a se răzbuna pe mameluci care fost învinsă. Hulagu a decedat în 1265 și a fost succedat de fiul său Abaqa.